# Philip Arthur Dominic Hollom
Philip Arthur Dominic Hollom (9 de juny del 1912 – 20 de juny del 2014) fou un ornitòleg britànic.

## Vida
Nasqué a Bickley, a Kent (Anglaterra), el segon de cinc fills. El seu germà petit, Sir Jasper Hollom, fou governador adjunt del Banc d'Anglaterra des del 1970 fins al 1980 després de ser caixer en cap del Banc d'Anglaterra des del 1962 fins al 1966.
El març del 1951 esdevingué membre del consell de redacció de la revista British Birds sota l'editor principal Max Nicholson, a qui succeí el 1960. Nicholson, que s'havia quedat al consell de redacció, i Hollom abandonaren el càrrec el 1972 i hi foren substituïts per Ian Wallace i Malcolm Ogilvie.
Hollom fou membre del Consell i vicepresident de la Societat Ornitològica de l'Orient Pròxim. Fou el primer president del British Birds Rarities Committee i el 1954 fou guardonat amb la Medalla Tucker de la British Trust for Ornithology i el 1984 rebé la Medalla Union de la Unió d'Ornitòlegs Britànics «per la seva extraordinària contribució a la BOU i a l'ornitologia».
Visqué a Hydestyle des de mitjans de la dècada del 1980 fins a la seva mort. Complí 100 anys el juny del 2012 i morí el 20 de juny del 2014 a l'edat de 102 anys. Havia estat membre del BOU durant 81 anys. Hollom deixà una filla i dos fills.

### Dedicades a Hollom
- Birds of the Middle East R. F. Porter, S. Christensen, P. Schiermacker-Hansen
  - 1996 ISBN 978-0-85-6610769
  - 2004 ISBN 978-0-69-1121048